# Пітерімка
Пітері́мка (рос. Питеримка) — присілок у складі Грязовецького району Вологодської області, Росія. Входить до складу Юровського сільського поселення.

## Населення
Населення — 7 осіб (2010; 23 у 2002).
Національний склад (станом на 2002 рік):
- росіяни — 100 %